# Rio São Mateus (Minas Gerais)
O rio São Mateus ou rio Cricaré é um curso de água que nasce no estado de Minas Gerais, na cidade de São Félix de Minas, desaguando no oceano Atlântico na cidade de Conceição da Barra, no Espírito Santo. Sua bacia possui 10 335 km² e é a segunda maior do Espírito Santo. Além disso, este rio possui a característica quase única de possuir um defluente: o rio Mariricu.
Foi no São Mateus que aconteceu a Batalha do Cricaré, um dos mais sangrentos massacres promovido pelos portugueses contra índios Botocudos (Aimorés) no Brasil.
O nome cricaré, segundo os Tupinambás, significa preguiçoso.

## Etimologia
Em 1596, o norte da então Capitania do Espírito Santo recebeu a visita do padre José de Anchieta, que visitou também a povoação do Vale do Cricaré no dia 21 de setembro do mesmo ano. Como era costume denominar as terras e os acidentes geográficos com o nome do santo do dia, Anchieta trocou o nome da vila e do rio para São Mateus.

## Afluentes do rio São Mateus

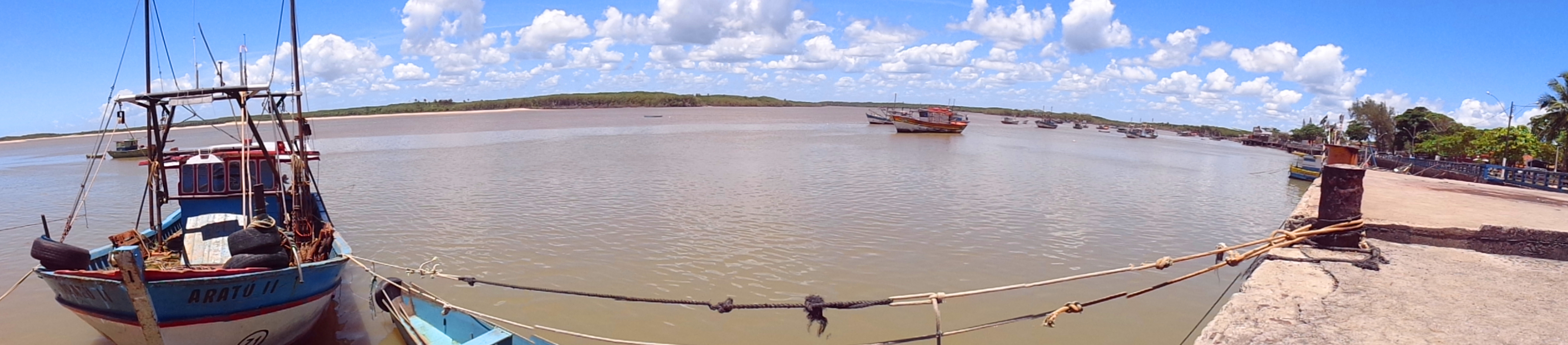
Panorama do rio São Mateus em Conceição da Barra.